# سيوة كدة سفلي
سيوة كدة سفلي هي قرية في مقاطعة بيرانشهر، إيران. عدد سكان هذه القرية هو 168 في سنة 2006.